# Руденківське газоконденсатне родовище
Руденківське газоконденсатне родовище — належить до Руденківсько-Пролетарського нафтогазоносного району Східного нафтогазоносного регіону України.

## Опис
Розташоване в Полтавській області на відстані 10 км від смт Нові Санжари.
Знаходиться в центральній частині південної прибортової зони Дніпровсько-Донецької западини в межах Нехворощанського структурного виступу.
Структура виявлена в 1966-67 рр. Півн.-зіх. схил Нехворощанського структурного виступу (Руденківська площа) має довжина 17-18 м та ширину 5-10 м. У кам'яновугільних відкладах він являє собою монокліналь з невеликим структурним носом, обмежену з півд. системою скидів амплітудою 50-150 м, які відділяють її від Новомиколаївського підняття. Перший промисл. приплив газоконденсатної суміші отримано з нижньовізейських відкладів з інт. 4000-4400 м у 1970 р.
Поклади пластові, тектонічно екрановані та літологічно обмежені.
Експлуатується з 1979 р. Режим покладів газовий. Запаси початкові видобувні категорій А+В+С1: газу — 126670 млн. м3.